# Flyt! Förbättringar i Sverige sedan sjuttiotalet
Flyt! Förbättringar i Sverige sedan sjuttiotalet är en delvis självbiografisk bok av Theodor Paues och Fabian Wallen, utgiven av Timbro i september 2009. Boken skildrar vardagslivet i Sverige på sjuttiotalet med utgångspunkt i författarnas gemensamma födelseår 1974, och jämför med vardagslivet 2009. Paues och Wallen driver tesen att livet i Sverige blivit bättre, roligare och friare och illustrerar detta med offentlig statistik, personliga historier och populärkulturella referenser.
Boken är tematiskt uppbyggd med kapitel om förbättringar inom bland annat kulturutbud, jämställdhet, resande, hälsa och kommunikationer.
Flyt! har varit föremål för flitig debatt där journalisterna Peter J. Olsson och Johannes Forssberg har instämt i bokens tes om Sveriges positiva utveckling. 
Kritiker, som Eva Franchell och Rikard Warlenius, ifrågasätter däremot boken. Franchell hävdar att boken skulle förlöjliga uppror, vilket hon menar är vad som lett till de förbättringar vi sett, och Warlenius att förbättringarna inte beror på att vänsterns maktmonopol brutits. Frågan Warlenius tar upp om vilka det är som bär det politiska ansvaret för förbättringarna behandlas inte direkt i boken, men har dykt upp i bloggosfären.
Även konstnären Carl-Johan De Geer har ifrågasatt boken, som han anser vara "felaktig, på gränsen till farlig" – ett uttalande som författarna använder i sin marknadsföring av boken.
Under december 2009 har författarna utvecklat bokens tema i en julkalender på nätet, där en kort film varje dag illustrerar en förbättring.